# Kohei Shin
Kohei Shin (進 昂平 Shin Kohei?), född 4 juni 1995 i Saitama prefektur, är en japansk fotbollsspelare.
Shin började sin karriär 2018 i YSCC Yokohama. Han spelade 42 ligamatcher för klubben. 2020 flyttade han till Thespakusatsu Gunma.